# Stockholms brandkår
För brandbekämparna i Stockholm, se Stockholms brandförsvar.
Stockholms brandkår är en svensk stumfilm i kortfilmsformat från 1907, producerad av Albin Roosval.
Filmen skildrar släckningen av en eldsvåda på Södermalm i Stockholm och premiärvisades den 29 oktober 1907 på biografen Apollo i Stockholm. Filmen består av både dokumentär- och spelfilmsinslag.